# 仁娣柯鎧蝦
仁娣柯鎧蝦（学名：Crosnierita yante）为鎧甲蝦科柯鎧蝦屬下的一个种。